# ZNF444
ZNF444 (англ. Zinc finger protein 444) – білок, який кодується однойменним геном, розташованим у людей на короткому плечі 19-ї хромосоми. Довжина поліпептидного ланцюга білка становить 327 амінокислот, а молекулярна маса — 35 204.
| 10         |  | 20         |  | 30         |  | 40         |  | 50         |
| ---------- |  | ---------- |  | ---------- |  | ---------- |  | ---------- |
| MEVAVPVKQE |  | AEGLALDSPW |  | HRFRRFHLGD |  | APGPREALGL |  | LRALCRDWLR |
| PEVHTKEQML |  | ELLVLEQFLS |  | ALPADTQAWV |  | CSRQPQSGEE |  | AVALLEELWG |
| PAASPDGSSA |  | TRVPQDVTQG |  | PGATGGKEDS |  | GMIPLAGTAP |  | GAEGPAPGDS |
| QAVRPYKQEP |  | SSPPLAPGLP |  | AFLAAPGTTS |  | CPECGKTSLK |  | PAHLLRHRQS |
| HSGEKPHACP |  | ECGKAFRRKE |  | HLRRHRDTHP |  | GSPGSPGPAL |  | RPLPAREKPH |
| ACCECGKTFY |  | WREHLVRHRK |  | THSGARPFAC |  | WECGKGFGRR |  | EHVLRHQRIH |
| GRAAASAQGA |  | VAPGPDGGGP |  | FPPWPLG    |  |            |  |            |

A: Аланін

C: Цистеїн

D: Аспарагінова кислота

E: Глутамінова кислота

F: Фенілаланін

G: Гліцин

H: Гістидин

I: Ізолейцин

K: Лізин

L: Лейцин

M: Метіонін

P: Пролін

Q: Глутамін

R: Аргінін

S: Серин

T: Треонін

V: Валін

W: Триптофан

Кодований геном білок за функцією належить до фосфопротеїнів. 
Задіяний у таких біологічних процесах, як транскрипція, регуляція транскрипції, ацетилювання, альтернативний сплайсинг. 
Білок має сайт для зв'язування з іонами металів, іоном цинку, ДНК. 
Локалізований у ядрі.